# Nomascus annamensis
Nomascus annamensis Van Ngoc Thinh et al., 2010 è un primate della famiglia Hylobatidae, che vive tra Vietnam, Laos e Cambogia.

## Descrizione
Sulla base dell'analisi del DNA (effettuata su cellule intestinali rinvenute nelle feci) e dei diversi suoni emessi, i ricercatori sono arrivati alla conclusione che sotto il nome di N. siki erano comprese in realtà due specie diverse, una delle quali è stata quindi descritta come nuova specie con il nome di N. annamensis (il nome  si riferisce alla regione dell'Annam).